# Take Me Home (piosenka Cher)
Take Me Home – utwór muzyczny nagrany przez amerykańską piosenkarkę i aktorkę Cher, którego autorami są Bob Esty i Michele Aller. Trafił on na jej piętnasty studyjny album Take Me Home, wydany w roku 1979. Piosenka powstała w odpowiedzi na ówczesny trend na muzykę disco, w związku z komercyjną wpadką jej poprzednich albumów. W słowach tego utworu Cher prosi swojego kochanka by wziął ją do domu w celu uprawiania miłości. Piosenka została wydana na singlu 7- i 12-calowym, wydanym w styczniu 1979 przez wytwórnię Casablanca, oraz Philips w niektórych krajach Europy.
Piosenka otrzymała głównie pozytywne oceny od krytyków muzycznych, którzy brzmienie i melodię utworu wyróżnili spośród pozostałych kompozycji pochodzących z albumu, którego recepcja była mało przychylna. Tytułowy singiel w USA sprzedawał się dobrze, czego efektem była pozycja 8. na liście Billboard Hot 100.

## Lista ścieżek
- Singel 7-calowy[5]

A. „Take Me Home” – 3:26
B. „My Song (Too Far Gone)” – 3:53
- Singel 12-calowy[6]

A. „Take Me Home” – 7:30
B. „Wasn't It Good” – 7:03

## Notowania
| Kraj                                  | Najwyższa pozycja | Certyfikat  |
| ------------------------------------- | ----------------- | ----------- |
| Kanada                                | 10                |             |
| Nowa Zelandia (RIANZ)                 | 49                |             |
| Stany Zjednoczone (Billboard Hot 100) | 8                 | złota płyta |

## Wersja Sophie Ellis-Bextor
W 2001 roku angielska piosenkarka Sophie Ellis-Bextor nagrała cover „Take Me Home” na swój debiutancki album Read My Lips. Był to pierwszy solowy singel w dorobku Ellis-Bextor po tym, jak podpisała umowę z Polydor Records. W nowo powstałej wersji piosenki słowa zostały zmodyfikowane, co spotkało się z zarzutem, że są „nazbyt seksualne”. Recenzje krytyków były umiarkowanie pozytywne, a singel osiągnął komercyjny sukces na listach przebojów.

### Notowania
| Kraj                               | Najwyższa pozycja |
| ---------------------------------- | ----------------- |
| Holandia (MegaCharts)              | 79                |
| Irlandia (IRMA)                    | 6                 |
| Niemcy                             | 79                |
| Nowa Zelandia (RIANZ)              | 18                |
| Wielka Brytania (UK Singles Chart) | 2                 |
| Włochy                             | 43                |